# 浙江大学国际医院
浙江大学国际医院即树兰（杭州）医院，为树兰医疗（郑树森和李兰娟院士发起成立）集团旗下的一家民营医院，位于杭州市拱墅区，2015年12月6日开业，这是浙江省规模最大、功能最全、标准最高的非公立医院，也是浙江省推进医疗事业改革的重点成果之一。

## 简介
树兰医院是一家由院士团队发起创办，社会力量参与的集医疗、教学、科研、预防和保健为一体的新型综合医院。核定床位1000张，在职员工1000余人，设有肝胆胰外科、感染科、胃肠甲乳科、肾脏病科、血液科、妇科等51个临床医技科室。
现任院长为叶再元。

## 文化
- 目标：“患者满意、员工满意、政府满意”
- 标准：“高水平的专家、高质量的医疗、高品质的服务”

## 荣誉
- 2016年浙江省社会办医十佳品质医院
- 2016年度民营医院品牌传播百强医院
- 2017年浙江省十佳社会办医最具影响力医院
- 2017年巾帼再就业基地
- 2018年十佳社会办医互联网+智慧医疗医院